# 渡部いずみ
渡部 いずみ（わたなべ いずみ、1983年5月3日 - ）は、日本の起業家、タレント。本名同じ。

## 略歴
岐阜県大垣市出身。血液型はO型。2005年4月から2006年3月まで日本テレビ系列、明石家さんま司会恋のから騒ぎ12期生レギュラー。あだ名は南米の鳥。トーク採用回数、説教部屋回数、共に歴代最多。見た目はギャルファッションで当時の流行語大賞ノミネート「もっこりもこみち」発案者。2006年4月よりサンミュージックに所属。2008年4月25日付けの公式ブログにおいて、サンミュージックブレーンから離れ、探偵になることを宣言した。1年間探偵として過ごしたが、実際には探偵業務はしたことがなく、探偵事務所に籍を置き給料をもらっていただけのステルスマーケティングだったと明かしている。
鼻、目、輪郭、豊胸、脂肪吸引などほぼ全身を美容整形手術している。
現在は株式会社Twenty Company代表取締役社長。
スキンケアブランドPINCHER®︎（ピンシャー）の企画から開発まで手がける女社長。

## 人物
2002年3月卒業　岐阜私立鶯谷高等学校　音学科サックス専攻
2006年3月卒業　洗足学園音楽大学　管楽器専攻（ サクソフォーン ）

## 作品

### 映像作品
- Change Bird（2006年8月26日）

## 出演

### テレビドラマ
- 仮面ライダー電王 第15話・16話（2007年、テレビ朝日） - まゆみ 役
- ファースト・キス 第5話 「妹よ! 告白なるか」（2007年、フジテレビ） - 女子大生 役

### バラエティ
- 恋のから騒ぎ（2005年4月 - 2006年3月、日本テレビ） - 12期生
- わかってちょーだい!（2007年4月 - 9月、フジテレビ）
- やりすぎコージー（2007年4月 - 10月、テレビ東京） - 5代目やりすぎガール
- Take Me Out（2010年1月 - 3月、TBS）
- 誰も知らない明石家さんま（2022年11月 日本テレビ） - 南米の鳥

### インターネットテレビ
- VANQUISH 石川涼の「いっせーの!!」（2008年3月、あっ!とおどろく放送局） - アシスタント

## 書籍

### 写真集
- イズミリズム（2007年12月14日、ワニブックス、撮影 渡辺達生）ISBN 978-4847040566

### 著書
- イルカ肌洗顔のススメ（2022年6月2日、主婦の友社、著者 渡部いずみ）ISBN 9784074512867
- PINCHER® SPECIAL SKINCARE BOOK（2023年8月4日、主婦の友社、著者 渡部いずみ）ISBN 9784074553501

### 関連書籍
- 東京整形白書　あと1mm（2020年12月11日、主婦の友社、著者 藤原亜姫）ISBN 9784074439447